# TIE1
TIE1は、（Tie-1、TIE-1、タイワン、英: Tyrosine kinase with immunoglobulin-like and EGF-like domains 1）は、アンジオポエチン受容体タンパク質で、血管内皮細胞の膜を貫通している。プロテインキナーゼの１つチロシンキナーゼ活性を持つ。ヒト遺伝子は TIE1 。

## 発見
タンパク質のチロシン・リン酸化は細部内シグナル伝達で重要な働きを示すことから、細胞内にチロシンキナーゼ活性を持つ膜介在タンパク質は、重要な受容体タンパク質だと予想できる。
1992年、フィンランドのヘルシンキ大学のPartanenらは、血管内皮細胞特異的なオーファン受容体で、チロシンキナーゼ活性を持つ新しい受容体をクローニングすることに成功した。英語の「tyrosine kinase with Ig and EGF homology domains」に因んで、この受容体タンパク質をTieと命名した。
1993年、米国のロシュ分子生物学研究所のトム・サトーらは、2つ目のTIEであるTIE2/Tek（タイツー/テック）を発見し、以前のをTIE1(タイワン)とし、両方の、遺伝子クローニング、一次構造決定、組織内局在を発表した。つまり、TIEはTIEファミリーを構成する。
1996年、ハーバード大学に移籍していたトム・サトーにより、TIE2/Tekに特異的なリガンドとして、アンジオポエチン・ファミリーが発見され、その後、血管新生のメカニズムは、TIEファミリーとアンジオポエチン・ファミリーで解明されていく。
2005年にリストから削除され、受容体タンパク質チロシンキナーゼと非特異的タンパク質チロシンキナーゼに振り分けられた。

## 構造

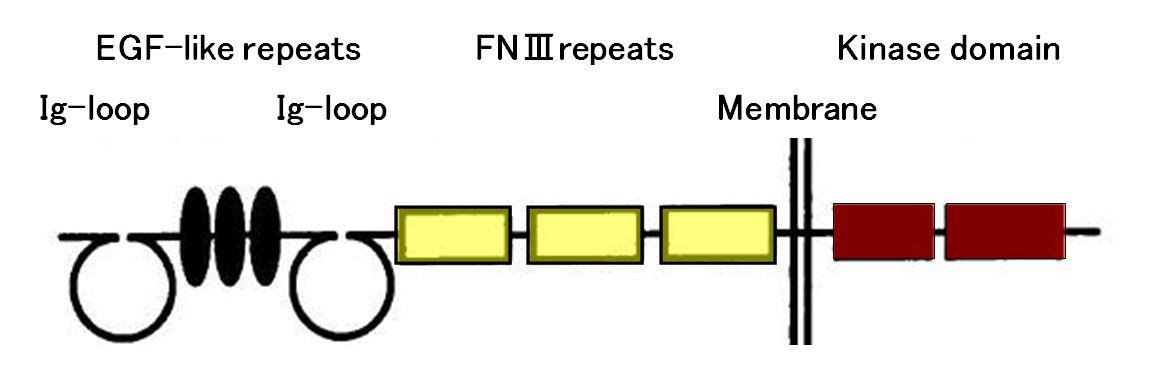
図１．TIEのドメイン構造

TIE1の分子量は117 kDaで、構造は細胞外にあるN末端、１つの免疫グロブリン様ドメイン（Ig-loop）、3つのEGF様ドメイン（EGF-like repeats）、もう1つの免疫グロブリン様ドメイン、3つのフィブロネクチンIII型ドメイン（FN III repeats）と続き、膜貫通ドメイン（Membrane）、2つのチロシンキナーゼドメイン（Kinase domain）、そしてC末端となる（図１．TIEのドメイン構造）。

## 機能
TIE1の基本的な機能は、アンジオポエチン・ファミリーと共に、血管新生を担うことだ。
血管内皮細胞特異的に発現するが、未熟な造血細胞にも発現する。
TIE1は、 p38を介在して、 細胞接着分子、VCAM-1、E-セレクチン、 ICAM-1 をアップレギュレートしている。
遺伝子ノックアウトマウスでは、血管は形成されるが容易に出血するため、肺水腫で死ぬ。TIE1は血管構造を維持する上で重要である。
TIE1は、 単球 の血管内皮細胞への接着を促進する。また、炎症効果もあるので、アテローム性動脈硬化で重要な役割を担っていると思われる。